# Lijst van beschermd erfgoed in Momignies
Onderstaande tabel geeft een overzicht van de beschermde erfgoederen in de gemeente Momignies. Het beschermd erfgoed maakt onderdeel uit van het cultureel erfgoed in België.
| Object | Bouwjaar/architect | Deelgemeente       | Adres                                | Coördinaten                  | Nummer?                | Afbeelding |
| --- | ------------------ | ------------------ | ------------------------------------ | ---------------------------- | ---------------------- | --- |
| Oude lindeboom groeiend midden op het plein la place Ivon Paul en de architectuur van houten palen en balken die deze ondersteunen (site) |                    | Macon              | Place Ivon Paul                      | 50° 3' 7" NB, 4° 12' 35" OL  | 56051-CLT-0001-01 Info | Oude lindeboom groeiend midden op het plein la place Ivon Paul en de architectuur van houten palen en balken die deze ondersteunen (site) |
| Calvarie en omgeving (site) |                    | Macon              | rue du Calvaire, nabij nr. 140       | 50° 3' 10" NB, 4° 12' 49" OL | 56051-CLT-0002-01 Info | Calvarie en omgeving (site) |
| Esplanade "Trieu Wicher" en de omliggende terreinen (site)                                                                                |                    | Macon              |                                      | 50° 2' 53" NB, 4° 12' 29" OL | 56051-CLT-0003-01 Info | |
| Vijver van Lobiette (site) |                    | Macquenoise        |                                      | 49° 58' 37" NB, 4° 8' 56" OL | 56051-CLT-0004-01 Info | |
| Site van de rivier de Passedru (site) |                    | Macquenoise        |                                      | 49° 58' 37" NB, 4° 8' 56" OL | 56051-CLT-0005-01 Info | |
| Kasteel van Imbrechies (monument) ensemble gevormd door het kasteel en de omliggende terreinen (site)                                     |                    | Monceau-Imbrechies | rue d'Imbrechies n°7                 | 50° 2' 24" NB, 4° 13' 2" OL  | 56051-CLT-0006-01 Info | Kasteel van Imbrechies (monument) ensemble gevormd door het kasteel en de omliggende terreinen (site)                                     |
| Perceel waarop de eerste gevechten van de bevrijding van België plaatsvonden op 02/09/1944 (site)                                         |                    | Monceau-Imbrechies | rue d'Imbrechies, nabij het kasteel  | 50° 2' 24" NB, 4° 13' 6" OL  | 56051-CLT-0007-01 Info | Perceel waarop de eerste gevechten van de bevrijding van België plaatsvonden op 02/09/1944 (site)                                         |
| Voormalige brouwerij Février of Sint-Niklaas                                                                                              |                    | Momignies          | Rue de Beauwelz 40, rue Trieu Bayard | 50° 1' 21" NB, 4° 9' 23" OL  | 56051-CLT-0010-01 Info | |